# RF接続
RF接続（RFせつぞく）とは複数の通信機器を接続する場合、ベースバンド（基底帯域）ではなく変調後のRF帯域にて接続することである。RFとは高周波（Radio Frequency）信号のことである。ここでは、映像機器の商品用語であるRF接続について解説する。

一部の任天堂機用RFモジュレータ（NUS-003）

## 概要
映像機器をテレビ受像機に接続する方法のひとつで、テレビ放送と同じ形式の映像信号をテレビ放送と同じ形式で変調したRF信号をテレビ受像機のアンテナ入力からチューナーを通して放送チャンネルのひとつのように表示させるものである。
外部入力端子を備えないテレビ受像機が一般的だったころに、ビデオテープレコーダー（ビデオデッキ）・テレビゲーム機・パーソナルコンピュータ（パソコン）などの映像機器を接続するのに利用された。これらの映像機器の多くは映像信号をVHFアナログテレビ放送の1ch（チャンネル）または2chと同じ形式にするRF変調器（RFモジュレータ）を内蔵しており、その出力は放送電波と混合されてテレビ受像機のアンテナ入力に接続された。RF接続のための出力端子はRF端子と呼ばれ、端子形状としてはRCA端子やF型端子を使用するものが多い。テレビ受像機に外部入力端子を装備するのが一般的になるにつれて映像機器にRF端子が付くことは少なくなったが、オプションとしてRF変調器が販売されることもある。RF接続のための出力チャンネルについては衛星放送チューナーなど、13ch～15chに変換するものもある。
この接続を利用してアンテナとブースターやテレビ用のアンテナ分配器を使用すれば、容易に複数のテレビに映像と音声を分配することが可能。その為、学校の校内放送などで使われている。
上記の理由により、アパートやマンションで、テレビと初代ファミコンをRF接続すると、そのマンションの他の部屋でもファミコンの映像が映る場合があった。アパートやマンションは、１つのアンテナから各部屋に分配されているためである。
なお変換されるのはアナログ放送の信号となるため、地上デジタル放送のチャンネルには変換できない。このため現在では地上アナログ非内蔵テレビが一般化したため、AV出力を備えていない最初期のビデオデッキやテレビゲーム機が使用できなくなるという問題も生じている。その対策として、地上デジタルチューナー非搭載のDVDレコーダーなど、旧型の録画機のVHFアナログテレビ放送1ch（チャンネル）または2chに入力し、AV出力する方法などがある。
ソニーでは1983年製のテレビには背面のアンテナ入力端子に加えて前面にも外部機器をRF接続するための端子を装備しており、「Hit端子」と呼んでいた。
前述の校内放送などの目的には、デジタル化に伴い、地上デジタル放送と同じISDB方式を用いたデジタル構内放送システムや、校内LANとSTB（セットトップボックス）を用いた放送システムへの置き換えが進んだ。新型コロナウイルス感染症により集合しての朝礼を自粛した際には、これら放送システムを用いて各自の教室で校長の講話を聞く様子が報じられた。

## RF接続できるゲーム機（純正ケーブル・アダプタあり）

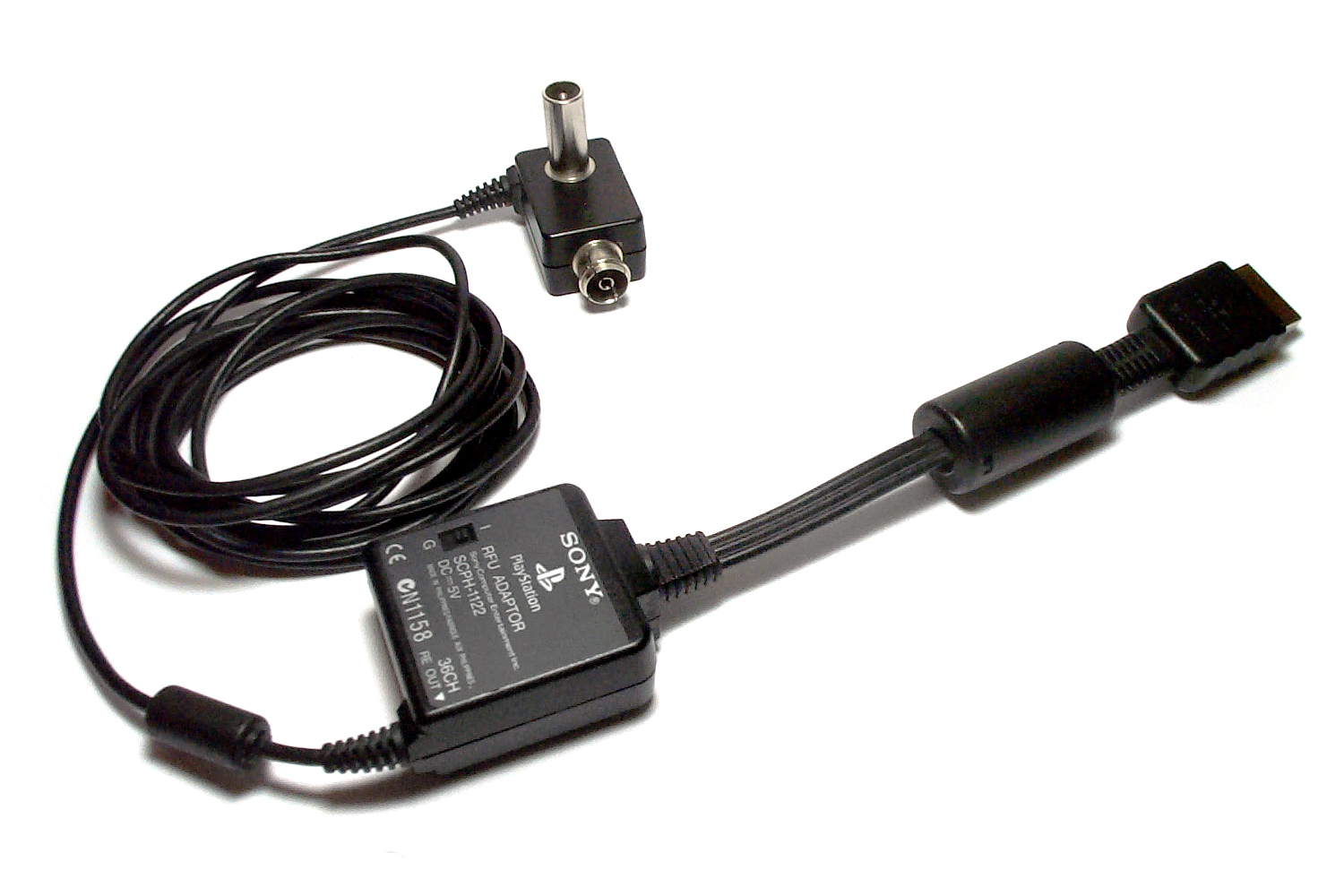
PlayStationシリーズ用SCPH-1122（海外版）

- AV仕様ファミリーコンピュータ（RFモジュレータHVC-103で対応）
- ツインファミコン（RFコンバータAN-58Cで対応）
- スーパーファミコンジュニア・NINTENDO 64・ニンテンドー ゲームキューブ（RFモジュレータNUS-003で対応）
- PCエンジンコアグラフィックス以降（RFユニットPI-AN3で対応）
- セガ・マークIII（テレコンパックで対応、ワイヤレス化してUHFで使用する）
- メガドライブ（1はRFオートスイッチSS-70・2はRFユニットHAA-2801で対応）
- レーザーアクティブ（RFモジュレータJA-RF3Lで対応）
- PC-FX（商品名は調査中。端子形状はレーザーアクティブと同じ）
- セガサターン（RFユニットHSS-0110で対応）
- ネオジオ・ネオジオCD（RFコンバータFCG-8で対応）
- PlayStation・PS one・PlayStation 2・PlayStation 3（RFUケーブルSCPH-1060（初期型PS専用）・RFUアダプターキットSCPH-1120・SCPH-10070[3]）で対応）
- Xbox（RFアダプタで対応）
- ドリームキャスト（RFアダプタHKT-8820で対応。日本未発売）

なお専用のA/V出力端子とは別に独立したRCA型のRF端子を備えるゲーム機は多数存在する為、ここでは省略する。

## RF接続できるゲーム機（純正ケーブル・アダプタなし）
- Xbox 360（海外メーカーから非純正のRFアダプタが発売している[4]）
- Wii・Wii Mini・Wii U（海外メーカー製RFアダプタの一部が対応している）
- シグマ電子、KIC等各社アーケードゲーム基板用コントロールボックス（PCエンジン用RFユニットが転用できるものもあり）

## RF接続できないゲーム機（純正ケーブルなし）
- Xbox One・Xbox Series X/S（アナログによるA/V出力が不可能）
- PlayStation 4・PlayStation 5（同上）